# 飯山裕志
飯山 裕志（いいやま ゆうじ、1979年7月13日 - ）は、鹿児島県日置郡市来町（現：いちき串木野市）出身の元プロ野球選手（内野手、外野手）、コーチ。右投右打。

## 経歴

### プロ入り前
小・中学ではボーイズリーグ「吉野バッファロー」に所属。小学6年時は投手兼捕手で全国大会に出場した。中学時には投手、捕手、遊撃手、中堅手で試合出場しており、内野・外野守れるユーティリティープレイヤーであった。
れいめい高等学校では1年秋に明治神宮大会に出場、3年夏はベスト4で鹿児島県選抜メンバーとして上海遠征を経験。
1997年のドラフト会議で日本ハムファイターズに4位で指名され、遊撃手として入団した。

### 日本ハム時代

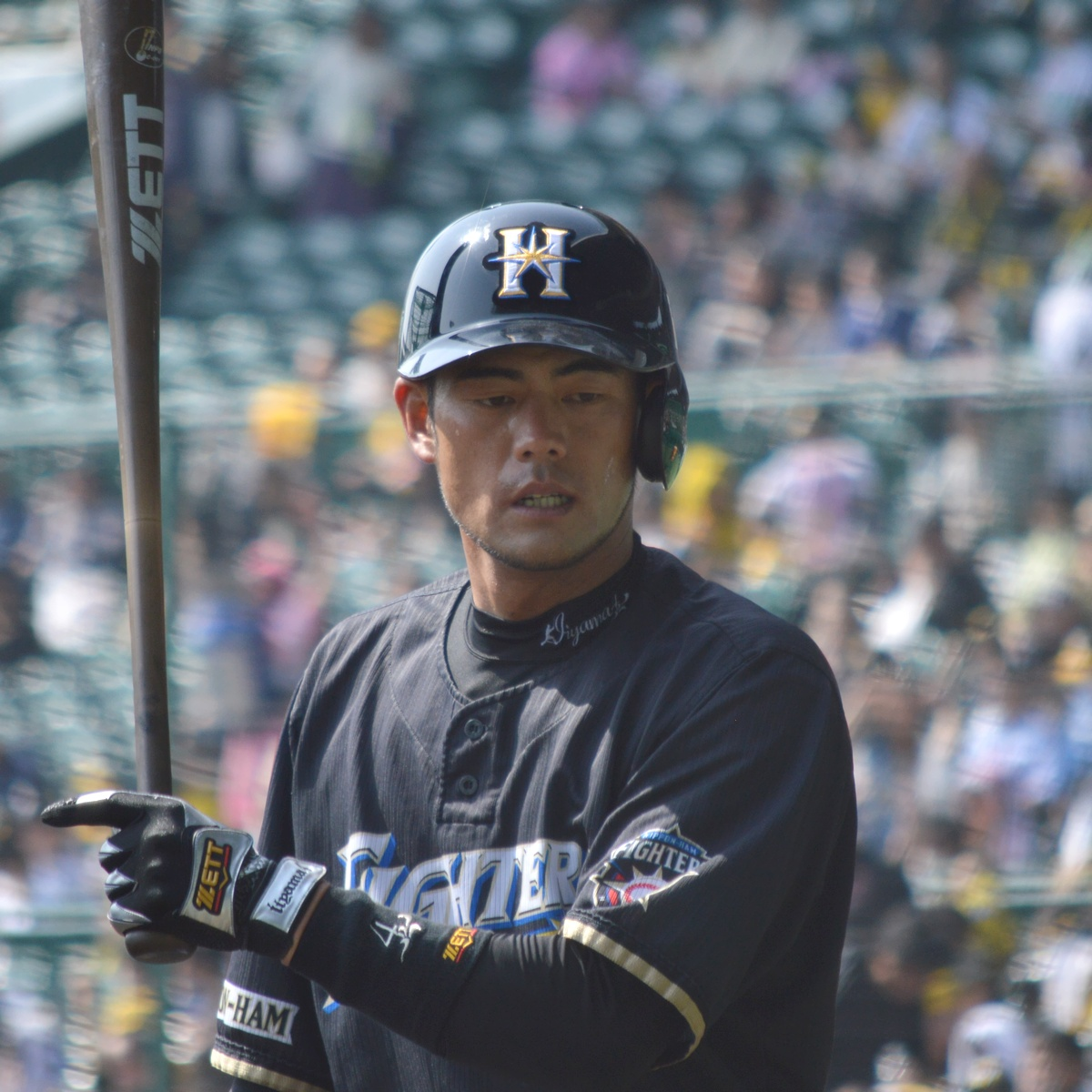
2013年3月9日 阪神甲子園球場

二軍では長くレギュラーを務め、2003年にイースタン・リーグ3位の打率.328、11本塁打、長打率.578を記録しているが、打撃の弱さからなかなか一軍に上がれなかった。一軍では出場試合数が打席数より多いことからもわかるように、守備固めや代走としての出場が多かった。
2005年に初の開幕一軍入りを果たし、一軍初打点と初安打を記録している。二軍では打率.278、4本塁打を記録し、二塁・遊撃・三塁・外野に加え捕手としても5試合守った。
2006年には三塁手の木元邦之のケガもあって、9年目にして初の開幕戦先発出場を成し遂げた。以後は一軍に定着し、初めて一度も二軍落ちせずにシーズンを終え、職人肌のプレーで紺田敏正との「スーパーサブコンビ」として武田久、マイケル中村、中嶋聡と共にほとんどの試合の終盤を任された。また1試合だけ左翼手として先発出場している。
2007年には自己最多の105試合（先発出場は4試合）に出場し、打率.306（規定打席には届いていない）、特に左投手からは5割を超える打率を残し打撃開眼。10月2日の東北楽天ゴールデンイーグルス戦（クリネックススタジアム宮城）では初の「1試合3安打以上（4安打）」と「1試合4打点」を記録している。
2008年には再び低調になる。正遊撃手の金子誠の不振および離脱により、金子に替わって先発出場した試合もあったが、守備よりも攻撃を重視するオーダーでは後輩の陽仲寿や高口隆行に先発の座を奪われた。しかし、クライマックスシリーズ第2ステージでは金子の腰痛悪化により、初戦では9番・遊撃手として自身初のポストシーズンの先発出場を果たし、また第3戦では埼玉西武ライオンズの抑え投手・アレックス・グラマンから打点を挙げるなど、大一番での活躍も見せた。
2009年も内野守備のキーマンとして試合終盤を任され、守備固めとしての出場が3年連続リーグ最多と、スペシャリストらしい記録を達成した。また、7月4日の函館オーシャンスタジアムの試合など数試合では3年ぶりに左翼手としての出場もこなした他、打撃でも規定打席未到達ながら打率.333を記録した。
2010年はシーズン中盤は守備で大スランプに陥りエラーに苦しむも次第に復調、8月20日の西武戦で9回裏二死にブライアン・シコースキーから起死回生のプロ初本塁打（後述）を放つ。日本ハムはこの本塁打によって同点に追いついたあと、10回裏にサヨナラ勝利し、北海道移転後通算500勝を達成した。同年の飯山は正遊撃手の金子の離脱により、遊撃手として先発出場する機会を得て、シーズンの打席数が出場試合数を上回った。
2011年は故障が慢性化した金子の起用法との兼ね合いからさらに出場機会を増やしたが、打撃成績が低迷しスタメン定着には至らなかった。
2012年は85試合に出場した。打率は1割台だった。10月24日に国内FA権を取得。10月31日の日本シリーズ第4戦で、12回裏に西村健太朗からサヨナラヒットを放った。
2013年は開幕こそ出遅れたものの6月に一軍登録され、最終的に出場機会は減ったがエラーは1つのみで堅実な守備でチームに貢献した。
2014年は前年より出場機会を増やし84試合に出場した。打撃でも打率.216を記録した。
2016年は右太ももの負傷で36試合に留まった。オフにFA権を行使せず残留することを表明した。このとき、「僕を必要としてくれることが一番だと思って決断した。正直こんなに長く出来ると思っていなかった。これだけ長くやれたことは自分でも誇りに思う。やることは変わらない。精一杯やっていく」と述べている。
2017年は、開幕前に左大腿二頭筋筋挫傷を発症し、開幕を二軍で迎えた。8月9日に一軍昇格を果たすも、9月1日に再び登録を抹消された。9月14日に同年限りでの現役引退を決意したと発表され、翌15日に引退会見を行った。会見では「正直、年齢を重ねると、毎年のように考えてはいた。けがをして、1年間、一軍でプレーできずにチームに迷惑をかけてしまった。それが一番の理由です。〈中略〉今、ちょっと一つの夢が叶って、そして消えてしまった。時間をかけて、（今後を）考えていきたいです。」と時折言葉を詰まらせながら語った。10月3日の対オリックス・バファローズ戦（札幌ドーム）が引退試合となり、7回表から遊撃の守備固めで途中出場。8回表には二塁手の田中賢介と二塁ゴロ併殺を完成させた。8回裏には現役最終打席を迎え、左飛となった。最後は9回表二死から大城滉二が放った遊撃ゴロを自らさばいて20年間の現役生活を締めくくった。試合後には引退セレモニーが行われ、ファンや関係者らに感謝を伝えた。10月13日、任意引退公示された。

### 現役引退後
引退後の2017年12月4日、2018年から日本ハムの二軍内野守備コーチを務めることが発表された。その後、2019年も同職を務め、2020年からは一軍内野守備コーチを担当。2022年は二軍内野守備走塁コーチ、2023年は一軍内野守備走塁コーチを務め、同年限りで退任した。
2024年1月4日、日本ハムのスカウト兼プロスカウトに就任した。
2024年10月28日、同郷で飯山の指導力を高く評価していた監督・井上一樹の要請で2025年シーズンより中日ドラゴンズの野手総合コーチに就任する事を発表した。背番号は74。

## 選手としての特徴・人物
守備力が高く、内野の全ポジションを守れるユーティリティープレイヤーであり、守備固めとして重宝されている。飯山は選手人生のほとんどを守備固めとして生き抜いて、2017年シーズン開幕時点でプロ20年目を迎える稀有な選手なことから、いつしか「守備職人」「守備のクローザー」と称されるようになっている。外野手として起用されることもあり、二軍では捕手を担当したこともある。
2006年にチームが優勝した際、飯山の夫人が双子の子供を出産したばかりなので、「日ごろいないから、オフくらいは手伝いたい」と優勝旅行を辞退した。
現役選手時に使用されていた応援歌は飯山の元同僚の髙橋信二の旧応援歌であり、西武ドームで使用していたものである。

## 詳細情報

### 年度別打撃成績
| 年 度      | 球 団      | 試 合 | 打 席 | 打 数 | 得 点 | 安 打 | 二 塁 打 | 三 塁 打 | 本 塁 打 | 塁 打 | 打 点 | 盗 塁 | 盗 塁 死 | 犠 打 | 犠 飛 | 四 球 | 敬 遠 | 死 球 | 三 振 | 併 殺 打 | 打 率 | 出 塁 率 | 長 打 率 | O P S |
| ---------- | ---------- | ----- | ----- | ----- | ----- | ----- | -------- | -------- | -------- | ----- | ----- | ----- | -------- | ----- | ----- | ----- | ----- | ----- | ----- | -------- | ----- | -------- | -------- | ----- |
| 2001       | 日本ハム   | 7     | 3     | 3     | 0     | 0     | 0        | 0        | 0        | 0     | 0     | 1     | 0        | 0     | 0     | 0     | 0     | 0     | 1     | 0        | .000  | .000     | .000     | .000  |
| 2003       | 日本ハム   | 4     | 1     | 1     | 1     | 0     | 0        | 0        | 0        | 0     | 0     | 0     | 0        | 0     | 0     | 0     | 0     | 0     | 0     | 0        | .000  | .000     | .000     | .000  |
| 2005       | 日本ハム   | 42    | 33    | 31    | 3     | 7     | 3        | 0        | 0        | 10    | 2     | 1     | 0        | 0     | 1     | 1     | 0     | 0     | 11    | 0        | .226  | .242     | .323     | .565  |
| 2006       | 日本ハム   | 86    | 107   | 92    | 12    | 13    | 1        | 0        | 0        | 14    | 3     | 2     | 3        | 6     | 0     | 7     | 0     | 2     | 26    | 1        | .141  | .218     | .152     | .370  |
| 2007       | 日本ハム   | 105   | 55    | 49    | 16    | 15    | 3        | 0        | 0        | 18    | 7     | 3     | 0        | 1     | 1     | 4     | 0     | 0     | 14    | 1        | .306  | .352     | .367     | .719  |
| 2008       | 日本ハム   | 74    | 54    | 49    | 3     | 8     | 2        | 0        | 0        | 10    | 2     | 0     | 0        | 2     | 0     | 3     | 0     | 0     | 13    | 0        | .163  | .212     | .204     | .416  |
| 2009       | 日本ハム   | 76    | 41    | 36    | 14    | 12    | 0        | 0        | 0        | 12    | 1     | 2     | 0        | 4     | 0     | 1     | 0     | 0     | 5     | 1        | .333  | .351     | .333     | .685  |
| 2010       | 日本ハム   | 72    | 160   | 137   | 12    | 30    | 0        | 0        | 1        | 33    | 12    | 2     | 1        | 15    | 3     | 5     | 0     | 0     | 40    | 2        | .219  | .241     | .241     | .482  |
| 2011       | 日本ハム   | 99    | 194   | 169   | 9     | 31    | 0        | 2        | 0        | 35    | 7     | 3     | 2        | 22    | 1     | 2     | 0     | 0     | 35    | 0        | .183  | .192     | .207     | .399  |
| 2012       | 日本ハム   | 85    | 74    | 68    | 7     | 12    | 1        | 0        | 0        | 13    | 2     | 1     | 0        | 4     | 0     | 1     | 0     | 1     | 17    | 1        | .176  | .200     | .191     | .391  |
| 2013       | 日本ハム   | 56    | 29    | 26    | 6     | 4     | 1        | 0        | 0        | 5     | 1     | 0     | 0        | 1     | 1     | 1     | 0     | 0     | 9     | 0        | .154  | .179     | .192     | .371  |
| 2014       | 日本ハム   | 84    | 62    | 51    | 10    | 11    | 2        | 0        | 0        | 13    | 4     | 0     | 0        | 6     | 0     | 5     | 0     | 0     | 15    | 1        | .216  | .286     | .255     | .541  |
| 2015       | 日本ハム   | 75    | 29    | 24    | 4     | 6     | 2        | 0        | 0        | 8     | 4     | 0     | 1        | 4     | 0     | 1     | 0     | 0     | 6     | 0        | .250  | .280     | .333     | .613  |
| 2016       | 日本ハム   | 36    | 3     | 3     | 1     | 1     | 1        | 0        | 0        | 2     | 0     | 0     | 0        | 0     | 0     | 0     | 0     | 0     | 2     | 0        | .333  | .333     | .667     | 1.000 |
| 2017       | 日本ハム   | 10    | 4     | 4     | 0     | 0     | 0        | 0        | 0        | 0     | 0     | 0     | 0        | 0     | 0     | 0     | 0     | 0     | 2     | 0        | .000  | .000     | .000     | .000  |
| 通算：15年 | 通算：15年 | 911   | 849   | 743   | 98    | 150   | 16       | 2        | 1        | 173   | 45    | 15    | 7        | 65    | 7     | 31    | 0     | 3     | 196   | 7        | .202  | .235     | .233     | .468  |

### 年度別守備成績
| 年 度 | 球 団    | 二塁  | 二塁  | 二塁  | 二塁  | 二塁  | 二塁     | 三塁  | 三塁  | 三塁  | 三塁  | 三塁  | 三塁     | 遊撃  | 遊撃  | 遊撃  | 遊撃  | 遊撃  | 遊撃     | 外野  | 外野  | 外野  | 外野  | 外野  | 外野     |
| 年 度 | 球 団    | 試 合 | 刺 殺 | 補 殺 | 失 策 | 併 殺 | 守 備 率 | 試 合 | 刺 殺 | 補 殺 | 失 策 | 併 殺 | 守 備 率 | 試 合 | 刺 殺 | 補 殺 | 失 策 | 併 殺 | 守 備 率 | 試 合 | 刺 殺 | 補 殺 | 失 策 | 併 殺 | 守 備 率 |
| ----- | -------- | ----- | ----- | ----- | ----- | ----- | -------- | ----- | ----- | ----- | ----- | ----- | -------- | ----- | ----- | ----- | ----- | ----- | -------- | ----- | ----- | ----- | ----- | ----- | -------- |
| 2001  | 日本ハム | -     | -     | -     | -     | -     | -        | 3     | 0     | 0     | 0     | 0     | .---     | 5     | 4     | 3     | 0     | 0     | 1.000    | -     | -     | -     | -     | -     | -        |
| 2003  | 日本ハム | -     | -     | -     | -     | -     | -        | 1     | 1     | 0     | 0     | 0     | 1.000    | 1     | 0     | 0     | 0     | 0     | .---     | 1     | 0     | 0     | 0     | 0     | .---     |
| 2005  | 日本ハム | 1     | 0     | 0     | 0     | 0     | .---     | 14    | 2     | 8     | 0     | 2     | 1.000    | 21    | 8     | 21    | 1     | 2     | .967     | 5     | 2     | 0     | 0     | 0     | 1.000    |
| 2006  | 日本ハム | 2     | 0     | 2     | 0     | 0     | 1.000    | 62    | 10    | 36    | 1     | 5     | .979     | 23    | 33    | 49    | 3     | 12    | .965     | 2     | 2     | 0     | 0     | 0     | 1.000    |
| 2007  | 日本ハム | 1     | 0     | 1     | 0     | 0     | 1.000    | 87    | 17    | 42    | 1     | 2     | .983     | 13    | 9     | 17    | 0     | 6     | 1.000    | -     | -     | -     | -     | -     | -        |
| 2008  | 日本ハム | -     | -     | -     | -     | -     | -        | 12    | 0     | 2     | 1     | 0     | .667     | 60    | 31    | 65    | 4     | 14    | .960     | -     | -     | -     | -     | -     | -        |
| 2009  | 日本ハム | -     | -     | -     | -     | -     | -        | 42    | 6     | 12    | 2     | 0     | .900     | 39    | 17    | 33    | 1     | 9     | .980     | 2     | 1     | 0     | 0     | 0     | 1.000    |
| 2010  | 日本ハム | -     | -     | -     | -     | -     | -        | 9     | 1     | 0     | 1     | 0     | .500     | 64    | 68    | 171   | 4     | 39    | .984     | -     | -     | -     | -     | -     | -        |
| 2011  | 日本ハム | 13    | 14    | 22    | 0     | 7     | 1.000    | 22    | 7     | 21    | 0     | 2     | 1.000    | 73    | 61    | 141   | 3     | 19    | .985     | -     | -     | -     | -     | -     | -        |
| 2012  | 日本ハム | 3     | 0     | 3     | 0     | 0     | 1.000    | 23    | 3     | 8     | 3     | 1     | .786     | 56    | 30    | 73    | 3     | 21    | .972     | -     | -     | -     | -     | -     | -        |
| 2013  | 日本ハム | 5     | 3     | 3     | 1     | 0     | .857     | 36    | 5     | 17    | 0     | 0     | 1.000    | 8     | 1     | 10    | 0     | 2     | 1.000    | 6     | 2     | 1     | 0     | 0     | 1.000    |
| 2014  | 日本ハム | 1     | 0     | 0     | 0     | 0     | .---     | 59    | 9     | 28    | 0     | 2     | 1.000    | 21    | 10    | 25    | 0     | 4     | 1.000    | 2     | 1     | 0     | 0     | 0     | 1.000    |
| 2015  | 日本ハム | 36    | 18    | 17    | 0     | 5     | 1.000    | 33    | 3     | 9     | 0     | 0     | 1.000    | 2     | 0     | 1     | 0     | 1     | 1.000    | -     | -     | -     | -     | -     | -        |
| 2016  | 日本ハム | 20    | 6     | 9     | 0     | 3     | 1.000    | 14    | 1     | 3     | 1     | 1     | .800     | -     | -     | -     | -     | -     | -        | -     | -     | -     | -     | -     | -        |
| 2017  | 日本ハム | 7     | 0     | 3     | 0     | 0     | 1.000    | 2     | 0     | 0     | 0     | 0     | .---     | 1     | 1     | 2     | 0     | 1     | 1.000    | -     | -     | -     | -     | -     | -        |
| 通算  | 通算     | 89    | 41    | 60    | 1     | 15    | .990     | 419   | 65    | 186   | 10    | 15    | .962     | 387   | 273   | 611   | 19    | 130   | .978     | 18    | 8     | 1     | 0     | 0     | 1.000    |

### 記録
初記録
- 初出場：2001年7月31日、対オリックス・ブルーウェーブ21回戦（札幌ドーム）、5回表に田中賢介に代わり遊撃手で出場
- 初打席：同上、7回裏に小倉恒の前に三振
- 初盗塁：2001年9月1日、対大阪近鉄バファローズ26回戦（東京ドーム）、9回裏に二盗（投手：山村宏樹、捕手：的山哲也）
- 初打点：2005年4月6日、対東北楽天ゴールデンイーグルス2回戦（いわきグリーンスタジアム）、9回表に谷中真二から右犠飛
- 初安打：2005年4月12日、対西武ライオンズ5回戦（インボイスSEIBUドーム）、5回表に青木勇人から遊撃強襲二塁打
- 初先発出場：2005年5月11日、対ヤクルトスワローズ2回戦（明治神宮野球場）、7番・遊撃手で先発出場
- 初本塁打：2010年8月20日、対埼玉西武ライオンズ18回戦（札幌ドーム）、9回裏にブライアン・シコースキーから左越3ラン[注 3]

その他の記録
- フランチャイズ・プレイヤー：プロデビューから引退まで19年間移籍なし

### 背番号
- 57（1998年 - 2007年）
- 4（2008年 - 2017年）
- 71（2018年 - 2023年）
- 74（2025年 - ）

### 登場曲
- 『勇次』長渕剛（ - 2009年、2012年 - 2017年）[21][22]
- 『プルメリア ～花唄～』Aqua Timez（2010年 - 2011年）